# Поле Бродмана 35
Поле Бродмана 35, разом з Полем Бродмана 36, найчастіше відносять до перирінальної кори. Поле вперше було досліджене Корбініаном Бродманом. Структура ідентифікована у 4-х біологічних видів — людей, мавп, щурів і мишей.

## У людини
Ця ділянка також відома як перирінальне поле 35. Вона визначена за допомогою досліджень цитоархітектоніки гіпокампальної ділянки в корі головного мозку. У людини вона розташована уздовж носової (рінальної) борозни (лат. sulcus rhinalis), яка пролягає повздовжньо на нижній поверхні головного мозку. Носова борозна відокремлює парагіпокампальну звивину від латеральної потилично-скроневої. Цитоархітектонічно вона обмежена медіально енторінальним полем 28 і латерально екторінальним полем 36 (людини).

## У мавп
Корбініаном Бродманом було знайдено цитоархітектонічно гомологічну ділянку у мавпи, але вона виявилася настільки слаборозвиненою, що Бродман оминув її у кірковій карті цього виду (Бродман-1909).